# Osso uro-hial

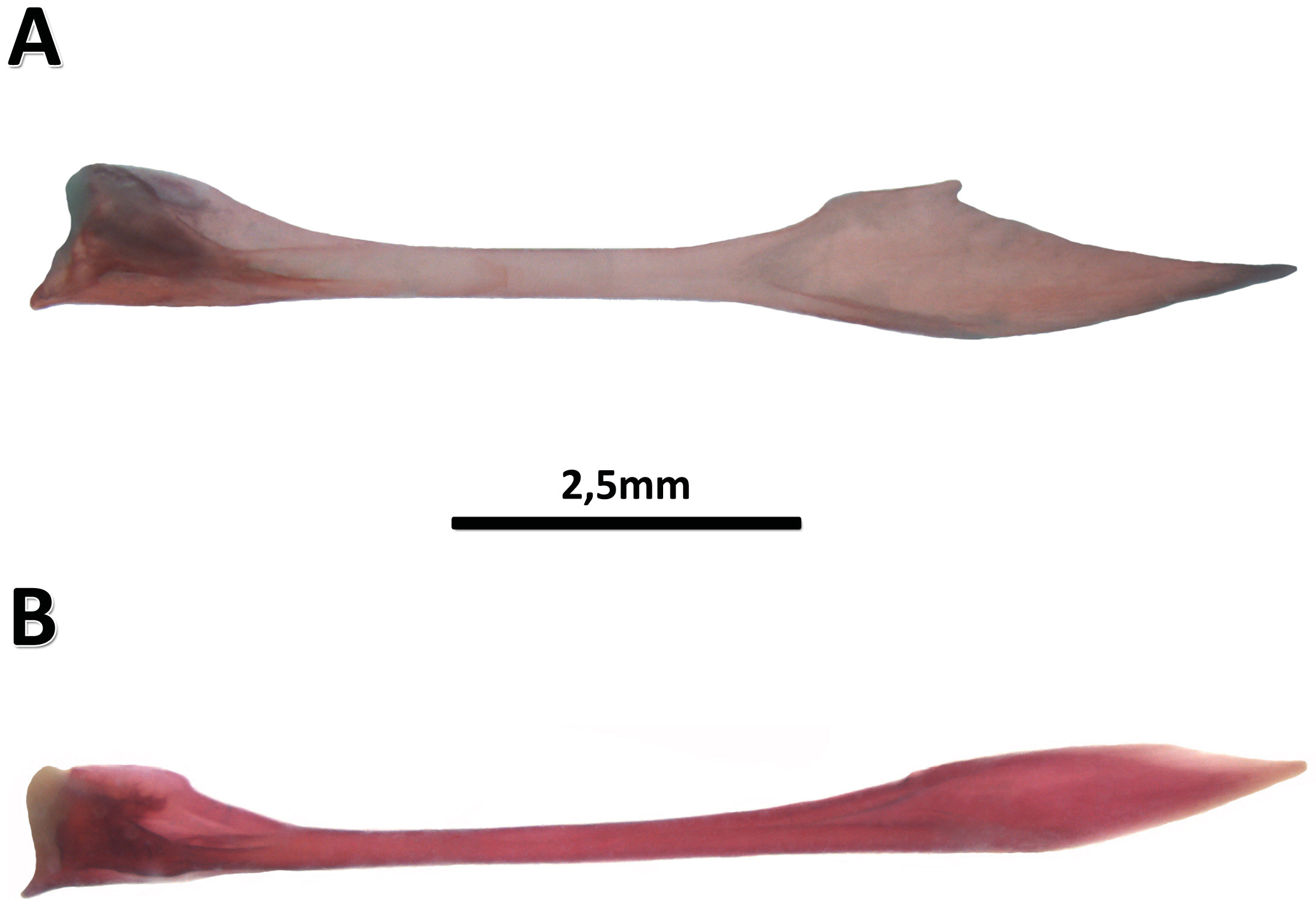
Vista lateral do uroial em dois peixes:
A - Bathycongrus villosus sp. nov.
B - Bassanago albescens.

O uro-hial é um osso presente no aparato bucal de peixes teleósteos. É considerado sinapomórfico nestes peixes.
É um osso ímpar e tem origem dérmica, assim como os raios branquiostegais. Como registraram González-Acosta et al., está "localizado no centro da mandíbula inferior dos peixes teleósteos e constitui um elemento fundamental no mecanismo de abertura da boca", e estudos comparados demonstraram ser um elemento essencial para a diferenciação taxonômica entre gêneros e espécies e "devido à sua morfologia e características particulares, esta estrutura tem sido considerada útil para o estudo de vários aspectos da biologia dos peixes, tais como estimativas de crescimento baseadas em estruturas ósseas (González et al., 1998), estudos iniciais de ontogenia (Aprieto, 1974; Kelley , 1995; Adriaens & Verraes, 1997; Chen-Hsiang, 2001) e de tipo miológico (Adriaens et al., 1993)".
Sua descrição e estudo inicial foi feita por T. Kusaka, da Universidade de Tóquio, em trabalho publicado originalmente em 1974 com o título de The urohyal of fishes. Ele realizou um amplo estudo de espécies do sudoeste do Oceano Pacífico, descrevendo com detalhes o uroial e aventou a sua importância para a diferenciação taxonômica.
Integra o chamado arco hioide, por vezes com formações cartilaginosas ou já ossificadas, como basi-hiais, cerato-hiais, hipo-hiais e inter-hiais, que são pares.